# Valea Cetățuia
Valea Cetățuia – wieś w Rumunii, w okręgu Ardżesz, w gminie Cetățeni. W 2011 roku liczyła 980 mieszkańców.